# ريتشارد لي (لاعب كرة قدم)
ريتشارد لي (بالإنجليزية: Richard Lee)‏ (5 أكتوبر 1982 بأكسفورد في المملكة المتحدة - ) هو لاعب كرة قدم بريطاني في مركز حراسة المرمى. شارك مع منتخب إنجلترا تحت 18 سنة لكرة القدم ومنتخب إنجلترا تحت 20 سنة لكرة القدم. أما مع النوادي، فقد لعب مع بلاكبيرن روفرز ونادي برينتفورد ونادي فولهام ونادي واتفورد وهامبتون أند ريتشموند بورو.

## وصلات خارجية
- ريتشارد لي على موقع قاعدة بيانات كرة القدم.إي يو (الإنجليزية)
- ريتشارد لي على موقع Soccerbase.com (لاعب) (الإنجليزية)
- ريتشارد لي على موقع عالم كرة القدم.نت (الإنجليزية)